# Маммендорф
Маммендорф (нім. Mammendorf) — сільська громада в Німеччині, розташована в землі Баварія. Підпорядковується адміністративному округу Верхня Баварія. Входить до складу району Фюрстенфельдбрук. Центр об'єднання громад Маммендорф.
Площа — 21,21 км2. Населення становить 4899 ос. (станом на 31 грудня 2020).

## Галерея

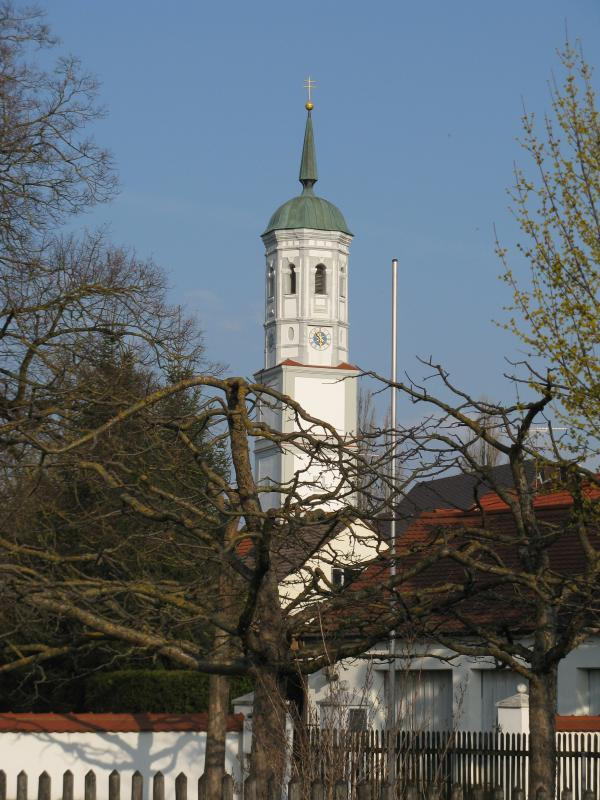
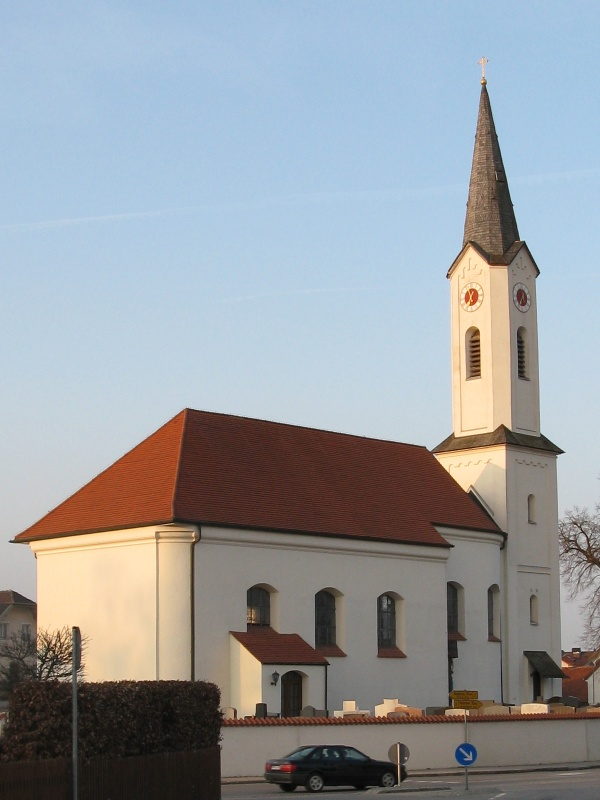